# Heðin M. Klein
Heðin Magni Kristin Suni Klein (geboren am 28. Februar 1950 in Tórshavn) ist ein färöischer Lehrer, Dichter und Übersetzer, sowie ehemaliger Politiker der sozialistisch-separatistischen Partei Tjóðveldi.

## Leben
Obschon 1950 in der färöischen Hauptstadt zur Welt gekommen, wuchs Heðin M. Klein im Heimatort seiner Eltern auf, dem Dorf Gjógv auf der Insel Eysturoy. Mit 15 ging es dann wieder nach Tórshavn, wo er von 1965 bis 1967 die Realschule in Hoydalar besuchte und von 1967 bis 1972 am Lehrerseminar (Føroya Læraraskúli) ausgebildet wurde.
Lehrer
Nach dem Abschluss des Lehrerseminars in der färöischen Hauptstadt arbeitete er von 1972 bis 1983 als Lehrer an der Schule in Sandur, sowie von 1983 bis 1998 und erneut seit 2004 am Eysturskúlin in Torshavn. Von 1998 bis 2004 war er geschäftsführender Direktor des färöischen Schulbuchverlags (Føroya Skúlabókagrunnur).
Politiker
Bereits im Alter von 24 Jahren wurde er 1974 als Vertreter von Sandoy ins Løgting gewählt, dem er bis 1980 angehörte. Von 1979 bis 1981 war Heðin M. Klein Minister für Fischerei und Kommunales in Atli Dams dritter Regierung.
Verfasser
Hedin M. Klein hat seit Ende der sechziger Jahre zahlreiche Gedichtbände verfasst, die zum Teil in mehrere Sprachen übersetzt wurden. Darüber hinaus hat er Autoren anderer Sprachen ins Färöische übersetzt, darunter Werke von Nils-Aslak Valkeapää, Olav H. Hauge, Paul Celan und Gunnar Gunnarsson. Von 1994 bis 1997 und von 2006 bis 2007 war er Vorsitzender des färöischen Schriftstellerverbandes (Rithøvundafelag Føroya).
Für seine literarischen Arbeiten wurde Hedin M. Klein gleich zweimal mit dem färöischen Literaturpreis ausgezeichnet. Das erste Mal 1985 und das zweite Mal im Jahr 2016 für seine 58 Seiten umfassende Dichtung „Tað orðið“.

## Werke (Auswahl)
- Væmingar og vaggandi gjálv, Gedichtsammlung, Næmingafelag Føroya Læraraskúla, 1969
- Strandvarp, Gedichte, im Selbstverlag, 1983
- Ljóðsins Ljóð, Gedichte, im Selbstverlag, 1985
- Veggjagrøs, Gedichte, Verlag Fannir, 1994
- Móti tøgnini, eigene Gedichten und Übersetzungen von Olav H. Hauge, Mentunargrunnur Studentafelagsins, 2004
- Vatnskorpur fyri tøgnina, eigene Gedichten und Übersetzungen von Paul Celan, 2012
- Afturljóð, ausgewählte Gedichte von 1969 bis 2014, Mentunargrunnur Studentafelagsins, 2014
- Tað orðið, mehrteilige Dichtung, Mentunargrunnur Studentafelagsins, 2015[7]
- Orð av øðrum, Sammlung von Texten und Gedichten zwischen 1974 und 2015, Mentunargrunnur Studentafelagsins, 2016

## Familie
Heðin M. Klein ist der Sohn von Leivur Klein (1916–1965) und dessen Ehefrau Hanna geb. Kristiansen (1919–2005), beide aus Gjógv. Er ist mit Malan Matras Joensen aus Klaksvík verheiratet. Das Ehepaar hat eine gemeinsame Tochter und lebt in Tórshavn.